# Terytorium sporne

Morze Południowochińskie – spór terytorialny pomiędzy wieloma państwami. Liniami zaznaczono granice roszczeń poszczególnych państw (stan na rok 2012)

Terytorium sporne – terytorium, do którego roszczą sobie prawa dwa (lub więcej) państwa. Najczęściej istnienie terytorium spornego prowadzi do konfliktu między tymi państwami, rozwiązywanego bądź pokojowo, bądź, ostatnio coraz rzadziej, zbrojnie.

## Przykłady

### Historyczne spory terytorialne
- Timor Wschodni – po rezygnacji przez Portugalię ze wschodniej części wyspy Timor, teoretycznie stała się ona terytorium bezpaństwowym. 28 listopada 1975 roku ogłoszono suwerenność niepodległej Demokratycznej Republiki Timoru Wschodniego, lecz już 7 grudnia armia indonezyjska rozpoczęła inwazję na wyspę i 17 lipca 1976 roku Indonezja oficjalnie anektowała Timor, czego nie uznała nigdy ONZ. W 1999 Timor Wschodni został poddany pod tymczasową administrację ONZ – United Nations Transitional Administration in East Timor (UNTAET). 20 maja 2002 – Timor Wschodni uzyskał pełną niepodległość.

### Współczesne spory terytorialne
- Kosowo – funkcjonujące jak państwo terytorium uważane przez kilkadziesiąt krajów za niepodległe (zob. osobny artykuł: państwa formalnie uznające niepodległość Kosowa). Władze Serbii uważają Kosowo za część swojego państwa.
- Sahara Zachodnia – terytorium sporne między Marokiem (które uważa ją za swą prowincję i kontroluje jej zachodnią część) i Saharyjską Arabską Republiką Demokratyczną (SADR), której władze kontrolują wschodnią część kraju.
- Spór o Kaszmir – pomiędzy Pakistanem a Indiami,
- Spór o Wyspy Kurylskie – pomiędzy Japonią a Rosją,
- Trójkąt Hala’ib – spór pomiędzy Egiptem i Sudanem,
- Trójkąt Ilemi – przykład sporu trójstronnego (Sudan Południowy, Kenia, Etiopia)
- Wyspy Senkaku – są przedmiotem sporu pomiędzy Japonią, Chinami i Tajwanem (zob. osobny artykuł: konflikt o Wyspy Senkaku)
- Wyspy Czagos – są przedmiotem sporu pomiędzy Wielką Brytanią sprawującą faktyczną kontrolę nad wyspami a Mauritiusem[1],
- Falklandy – sporne pomiędzy Argentyną i Wielką Brytanią (zob. osobny artykuł: wojna o Falklandy)
- Kryzys krymski – pomiędzy Ukrainą i Rosją.
- Wzgórza Golan – spór trójstronny pomiędzy Izraelem, Syrią i Libanem
- Cypr Północny – sporne z Republiką Cypryjską, uznawane jedynie przez Turcję państwo w północnej części wyspy Cypr, proklamowane w 1983 po inwazji Turcji na Cypr w 1974
- Lough Foyle – zatoka na granicy Republiki Irlandii i Irlandii Północnej – od roku 1922 toczy się spór o przynależność państwową tego obszaru[2]
- Naddniestrze – państwo nieuznawane na arenie międzynarodowej, formalnie jest częścią Mołdawii jako region autonomiczny
- Olivenza – miasto w Hiszpanii w prowincji Badajoz należącej do wspólnoty autonomicznej Estremadura, leżące w spornym terytorium hiszpańsko-portugalskim określanym tą samą nazwą[3]